# Уэллс, Дженнифер
Дженнифер Уэллс (англ. Jennifer Welles, 15 марта 1937 — 26 июня 2018) — американская порноактриса 1970-х годов, начавшая актёрскую карьеру ещё в конце 1960-х в жанре сексплуатационных фильмов, снимаемых в Нью-Йорке. Некоторые из них: Sex by Advertisement (1967), Career Bed, Submission и This Sporting House порнорежиссёра Анри Пашара (все с 1969 года).

## Биография
Родилась 15 марта 1937 года в штате Нью-Джерси, выросла в городе Хакенсак. В детстве начала танцевать балет. В 9 лет дебютировала в качестве танцовщицы на телевидении. В подростковом возрасте бросила учёбу, чтобы работать танцовщицей в различных передвижных летних музыкальных постановках, таких как The Pyjama Game. После этого несколько лет танцевала в Лас-Вегасе. Вернувшись в Нью-Йорк в начале 1960-х годов, начала работать танцовщицей бурлеска, иногда открывая шоу для комиков.
Работая в различных бурлеск-труппах, таких как Minsky’s Burlesque, начала учиться актёрскому мастерству у Сэнфорда Мейснера (Sanford Meisner) в Neighborhood Playhouse School. В конце 1960-х годов отказалась от карьеры, когда решила вступить в порноиндустрию, дебютировав в качестве актрисы в 1969 году, в возрасте 32 лет. Как и многих других актрис, начавших путь в порнобизнесе в возрасте позже 30 лет, за телосложение, возраст и атрибуты Уэллс называли MILF-актрисой. Она стала одной из ведущих актрис эпохи порношика.
Снималась у таких режиссёров, как Рон Салливан, Джоэл Рид и Джо Сарно; а также для множества студий, таких как Retro-Seduction Cinema, Video X Pix, Gourmet/GVC, VCA Pictures, Ribu Video, After Hours Cinema, Alpha Blue, Western Visuals и Ventura.
В середине 1970-х годов, когда софткор-порнография стала выходить из моды, Уэллс перешла в хардкор-порно и вскоре стала звездой жанра, выиграв в 1977 году награду за лучшую женскую роль американской Ассоциации кино для взрослых за роль в Erotic Adventures Of Little Orphan Sammy. В те годы Уэллс также была редактором порножурнала Eros и эротической моделью в Bizarre под именем Лиза Дюран.
В 1977 году Уэллс дебютировала в качестве режиссера с Inside Jennifer Welles, который стал одним из самых известных фильмов в её репертуаре и в котором она участвовала в съёмках всех анальных, лесбийских и гэнг-бэнг сцен.
Ушла из индустрии в 1978 году, снявшись в 25 фильмах. Уэллс поселилась на ферме в Аризоне, где жила до своей смерти, произошедшей 26 июня 2018 года. В 1996 году она получила признание, и её имя вошло в зал славы AVN.

## Карьера
Уэллс также была фетиш-моделью для таких журналов, как Bizarre, используя сценическое имя «Лиза Дюран».
Уэллс снялась во множестве фильмов, самый известный из которых — Inside Jennifer Welles (1977), которому также приписывают её режиссуру, хотя фильм фактически был анонимно снят ветераном сексплуатационного кино Джозефом У. Сарно. Также сыграла в нескольких непорнографических фильмах, в частности — The Groove Tube в роли антипода Чеви Чейза.

## Награды
В 1996 году стала членом зала славы AVN.
| Год  | Церемония        | Результат | Номинация      | Работа                                   |
| ---- | ---------------- | --------- | -------------- | ---------------------------------------- |
| 1977 | AFAA Awards      | Победа    | Лучшая актриса | Erotic Adventures Of Little Orphan Sammy |
| 1977 | X-Caliber Awards | Победа    | Лучшая актриса | Erotic Adventures Of Little Orphan Sammy |

## Личная жизнь
Уэллс внезапно покинула индустрию в 1978 году после того, как вышла замуж за богатого поклонника.

## Избранная фильмография
Некоторые фильмы:
- Abigail Leslie Is Back in Town,[16]
- Blonde Velvet,[17]
- Expose Me, Lovely,[18]
- HoneyPie,[19]
- Sexualist,[20]
- Sweet Cakes,[21]
- Temptations,[22]
- Thunderbuns,[23]
- True Legends of Adult Cinema,[24]
- Uncontrollable Urge[25]
- Virgin and the Lover[26].